# وشترن پومرانیا لاگوون آرا ناتسیونال پارک
وشترن پومرانیا لاگوون آرا ناتسیونال پارک (به آلمانی: Nationalpark Vorpommersche Boddenlandschaft) یک منطقهٔ مسکونی در آلمان است که در مکلنبورگ-فورپومرن واقع شده‌است.